# Стефан Хаджикръстев
Стефан Кръстев Хаджикръстев (Хаджиниколов) е български интербригадист, партизанин, генерал-майор.

## Биография
Роден е на 4 септември 1902 г. в Горна Оряховица. Завършва пети клас в родния си град, след което прекъсва поради липса на средства. От 1919 до 1921 г. е електротехник в Захарната фабрика в Горна Оряховица. През 1921 г. става член на БКМС, а от 1932 г. и на БКП. Между 1922 и 1926 г. е матрос в Черноморския флот. В периода 1926 – 1929 г. е на работа в електрическо бюро „Светлина“. От 1929 до 1932 г. работи като техник по Рилския водопровод. След това до 1936 г. е радиотехник на частна практика. Включва се в Испанската гражданска война и командва батальон. Там получава чин „майор“. С батальона превзема град Тероел. През 1939 г. напуска Испания и попада във френски лагер. Успява да избяга от него и е укриван от френски комунисти. В периода 1939 – 1941 г. е интерниран в еленското село Божевци. Между 1941 и април 1944 г. е интерниран в лагерите Еникьой и Гонда вода. От 24 април 1944 г. става партизанин в Горнооряховския партизански отряд. Командир на Еленския партизански отряд. От септември 1944 до февруари 1945 г. е в гвардейска дружина в Горна Оряховица, с която участва в първата фаза на българското участие във Втората световна война. В периода 1 февруари-15 септември 1945 г. е курсант във Военното училище в София. Между 16 септември 1945 и 1 февруари 1946 г. е командир на трети гвардейски стрелкови полк. От 2 февруари до 14 март 1946 г. изкарва едномесечен курс във Военното училище. Командир на 13-ти гвардейски стрелкови полк в Кюстендил (15 март-3 август 1946), на 1-ви гвардейски стрелкови полк в София (4 август-4 октомври 1946). В периода 5 октомври 1946 – 10 май 1948 г. е командир на 1-ви армейски противотанков полк. Между 11 май 1948 и 4 март 1950 г. е командир на 7-ма стрелкова дивизия. От 5 март 1950 до 11 юни 1951 г. е началник на противовъздушната отбрана на България. От юни 1951 г. до юни 1956 г. е помощник-началник по снабдяването на Военнотехническата академия. От юни 1956 до 1963 г. е военно аташе в Чехословакия. С указ № 2381 от 3 септември 1982 г. е обявен за герой на социалистическия труд на България. От септември 1959 г. е освободен от военна служба и му е присвоено звание генерал-майор от запаса. Умира на 28 септември 1984 г. в София. Награждаван е с ордените „Народна свобода 1941 – 1944 г.“, „Народна република България“ – I ст., „9 септември 1944 г.“, „Червено знаме“, „Георги Димитров“ и други.

## Образование
- Народното военно училище „Васил Левски“ (1 февруари-15 септември 1945)